# Bernhard Bachmann (Historiker)
Bernhard Bachmann (* 18. Dezember 1939 in Falkenau an der Eger, Reichsgau Sudetenland; † 11. Juni 2018 in Gießen) war ein deutscher Historiker, Autor und Redakteur.

## Leben und Wirken
Bernhard Bachmann war der Sohn des Obermagistratsrates Hans Bachmann. Er wuchs nach der Vertreibung aus dem Sudetenland in Wetzlar auf und besuchte ein Gymnasium in Gießen und das Schiller-Gymnasium in Hameln. In der Folge studierte er Geschichte, Germanistik und Politik in Marburg, Wien und Gießen, wo er auch im Jahr 1968 sein Staatsexamen ablegte. Während des Studiums arbeitete er als studentische Hilfskraft am „Sudetendeutschen Wörterbuch“, einem Sonderinstitut der Germanistik in Gießen unter der Leitung von Franz Beranek. Seit 1962 gehörte er auch der Burschenschaft Frankonia Gießen an. Seine journalistische Ausbildung erhielt er bei der Gießener Allgemeinen Zeitung.
Bachmann war von 1969 bis 1979 Chefredakteur des Geschichtsmagazins Damals. Dort publizierte er etliche Artikel mit den Schwerpunkten Völkerwanderung und Deutschland im Mittelalter.